# Paradores Nacionais de Turismo (Espanha)
Os Paradores Nacionales de Turismo são uma cadeia de hotéis de alta qualidade da Espanha, que existe desde 1928. A maior parte dos paradores encontram-se em centros históricos ou zonas naturais classificadas, frequentemente ocupando edifícios históricos recuperados.
Os paradores são o equivalente em Espanha das Pousadas de Portugal.

## História
A empresa estatal Paradores de Turismo de España, S.A., que gere os hotéis, foi fundada em 1928 sob o patrocínio do rei Afonso XIII com o nome de "Junta de Paradores y Hosterías del Reino". A junta foi o culminar de um projeto iniciado em 1910 pelo marquês de La Vega Inclán, que foi encarregado pelo governo espanhol de criar uma estrutura hoteleira. O objetivo da criação dos paradores, que ainda se mantém, era o aproveitamento turístico dos numerosos monumentos históricos e artísticos de Espanha. Atualmente a missão oficial dos paradores é a de «projetar a imagem de modernidade e qualidade do turismo espanhol no exterior, contribuir para a integração territorial, a recuperação e preservação do património histórico, artístico e natural, sendo ao mesmo tempo um motor do conjunto de ações dinamizadoras de zonas com reduzido movimento turístico ou económico».
A primeira unidade foi o Parador de Gredos, na Serra de Gredos, província de Ávila, começado a construir em 1926 sob o impulso do marquês de La Vega Inclán e inaugurado em 9 de outubro de 1928. Em 1930 seguiram-se os de Oropesa (Toledo), Úbeda (Jaén), em 1931 o de Ciudad Rodrigo (Salamanca) e em 1933 o de Mérida.

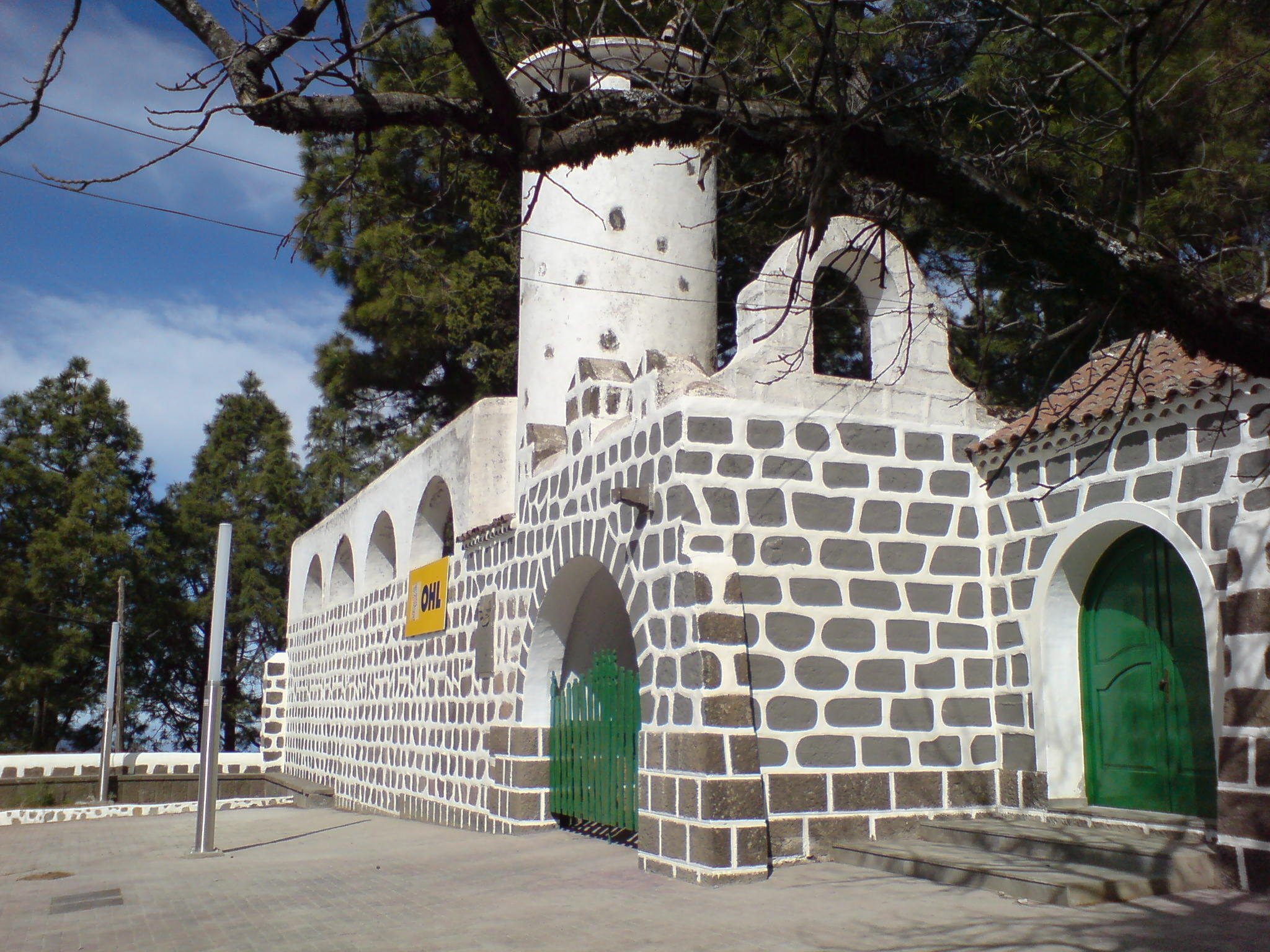
Parador de Cruz de Tejeda, na Grã Canária

Dentro do mesmo espírito de promoção do turismo, começaram a construir-se na mesma época os albergues de estrada, que foram depois convertidos em paradores. Esses albergues foram desenhados pelos arquitetos da Geração de 25, Carlos Arniches Moltó e Martín Domínguez Esteban, no então muito moderno estilo racionalista. Todos eles eram semelhantes e foram quase todos encerrados ou reconstruído em estilo mais "tradicional", como é o caso do de Manzanares, na província de Ciudad Real.
Durante a guerra civil alguns paradores foram danificados ou utilizados como hospitais, mas após a guerra, o projeto foi retomado, tendo sido restauradas as unidades danificadas e criadas novas unidades.
A maior expansão da cadeia deu-se na década de 1960, durante a qual o número de paradores passou de 40 para 83.
No final da década de 1970, após chegada da democracia, houve uma grande reestruturação, que resultou no encerramento de diversas unidades muito deficitárias ou obsoletas. No entanto, novas unidades continuaram a surgir.
Em 19 de janeiro de 1991 é criada a empresa "Paradores de Turismo de España, S.A." para assegurar a gestão da cadeia hoteleira de uma forma rentável.

## Os hotéis

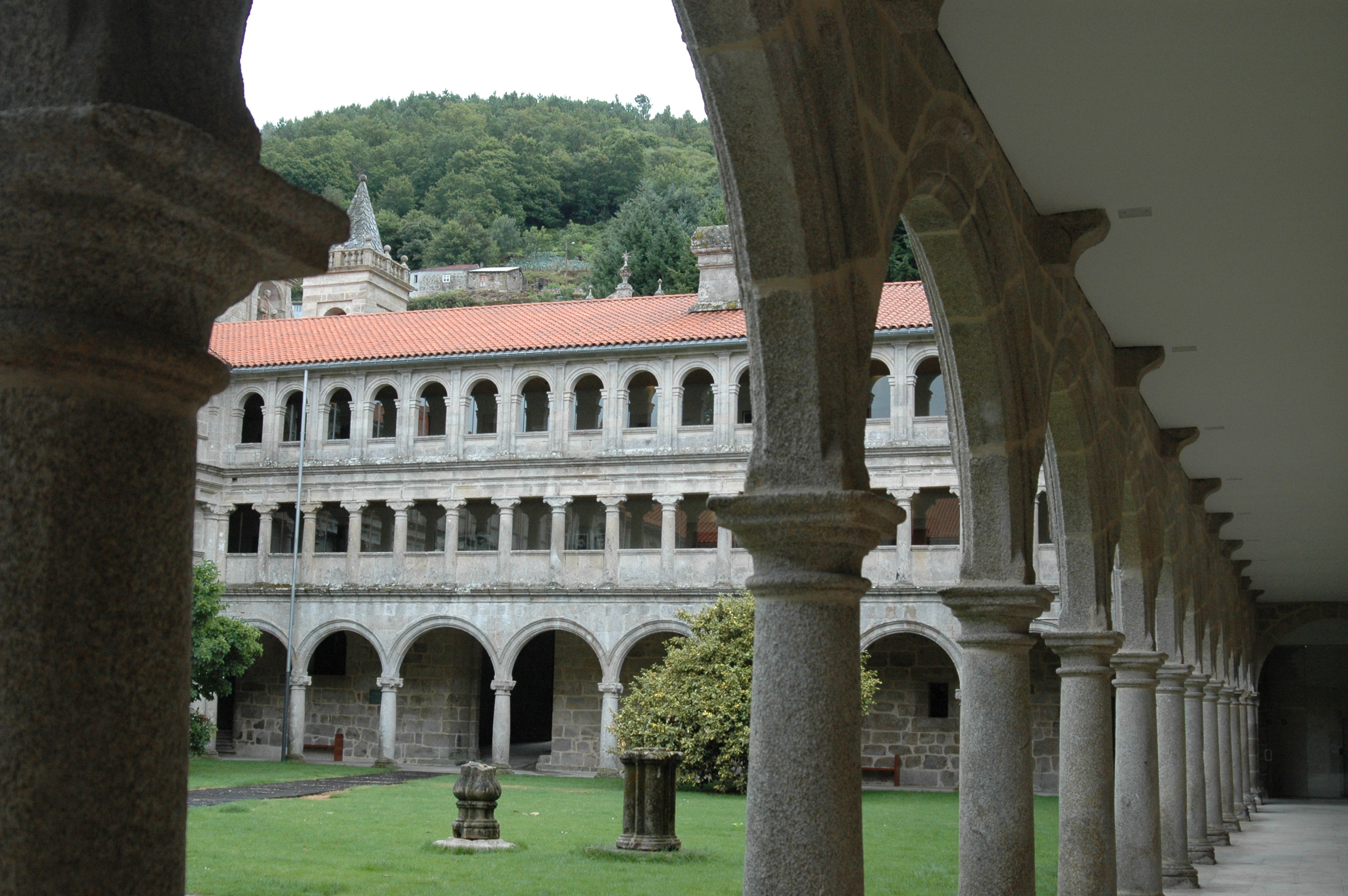
Parador de Santo Estevo, en Ourense, Galiza

A cadeia abarca grande parte do território espanhol, desde os Pirenéus até às Ilhas Canárias. Mais de metade das unidades encontram-se em edifícios classificados como património, como castelos, palácios e mosteiros, que foram reabilitados para uso hoteleiro. Outras unidades, na sua maioria de abertura recente, são construções modernas. Existem paradores em nove cidades classificadas como Património Mundial e muitos outros localizam-se dentro de parques nacionais.
Muitos dos paradores encontram-se em zonas isoladas que estão fora dos circuitos turísticos mais habituais. Isso explica que nenhuma das principais cidades, como Madrid, Barcelona, Sevilha ou Bilbau tenha um parador, embora perto de todas elas exista pelo menos um. Na Biscaia e nas ilhas Baleares não há nenhum, embora se esteja a construir um em Ibiza. A província com mais paradores é a de Cáceres, onde existem cinco.
Em 2009 a cadeia tinha 93 unidades, mais de 10 000 camas e mais de 4 300 funcionários. O número médio de quartos por estabelecimento é de 63. No mesmo ano encontravam-se em construção cinco novos paradores e mais nove encontravam-se em fase de projeto.

## Lista deparadores
| Parador                             | Localidade                  | Província/Ilha    | Comunidade Autónoma   | Categoria | Construção                         |
| ----------------------------------- | --------------------------- | ----------------- | --------------------- | --------- | ---------------------------------- |
| Alarcón                             | Alarcón                     | Cuenca            | Castela-Mancha        |           | Castelo                            |
| Albacete                            | Albacete                    | Albacete          | Castela-Mancha        |           | Regional                           |
| Alcalá de Henares                   | Alcalá de Henares           | Madrid            | Madrid                |           | Recinto histórico/Moderna/Convento |
| Alcañiz                             | Alcañiz                     | Teruel            | Aragão                |           | Castelo                            |
| Almagro                             | Almagro                     | Cidade Real       | Castela-Mancha        |           | Convento                           |
| Antequera                           | Antequera                   | Málaga            | Andaluzia             |           | Moderna                            |
| Arcos de la Frontera                | Arcos de la Frontera        | Cádis             | Andaluzia             |           | Regional                           |
| Ávila                               | Ávila                       | Ávila             | Castela e Leão        |           | Palácio                            |
| Ayamonte                            | Ayamonte                    | Huelva            | Andaluzia             |           | Moderna                            |
| Aiguablava                          | Begur                       | Gerona            | Catalunha             |           | Moderna                            |
| Bayona                              | Baiona                      | Pontevedra        | Galiza                |           | Regional                           |
| Benavente                           | Benavente                   | Samora            | Castela e Leão        |           | Castelo                            |
| Benicarló                           | Benicarló                   | Castelló          | Comunidade Valenciana |           | Moderna                            |
| Bielsa                              | Bielsa                      | Huesca            | Aragão                |           | Moderna                            |
| La Palma                            | Breña Baja                  | Ilha de La Palma  | Ilhas Canárias        |           | Regional                           |
| Cáceres                             | Cáceres                     | Cáceres           | Estremadura           |           | Palácio                            |
| Cádis                               | Cádis                       | Cádis             | Andaluzia             |           | Moderna                            |
| Calahorra                           | Calahorra                   | La Rioja          | La Rioja              |           | Moderna                            |
| Fuente Dé                           | Camaleño                    | Cantábria         | Cantábria             |           | Moderna                            |
| Cambados                            | Cambados                    | Pontevedra        | Galiza                |           | Regional                           |
| Cangas de Onís                      | Cangas de Onís              | Astúrias          | Astúrias              |           | Convento                           |
| Cardona                             | Cardona                     | Barcelona         | Catalunha             |           | Castelo                            |
| Alcázar del rey Don Pedro           | Carmona                     | Sevilha           | Andaluzia             |           | Alcázar (Alcáçova)                 |
| Cazorla                             | Cazorla                     | Jaén              | Andaluzia             |           | Moderna                            |
| Cervera de Pisuerga                 | Cervera de Pisuerga         | Palência          | Castela e Leão        |           | Moderna                            |
| Ceuta                               | Ceuta                       | Ceuta             | Ceuta                 |           | Moderna                            |
| Chinchón                            | Chinchón                    | Madrid            | Madrid                |           | Convento                           |
| Ciudad Rodrigo                      | Ciudad Rodrigo              | Salamanca         | Castela e Leão        |           | Castelo                            |
| Córdoba                             | Córdova                     | Córdova           | Andaluzia             |           | Castelo                            |
| Cuenca                              | Cuenca                      | Cuenca            | Castela-Mancha        |           | Convento                           |
| Argómaniz                           | Elburgo                     | Álava             | País Basco            |           | Palácio                            |
| Ferrol                              | Ferrol                      | Corunha           | Galiza                |           | Regional                           |
| Fuenterrabia                        | Fuenterrabía                | Guipúscoa         | País Basco            |           | Castelo                            |
| Gijón                               | Gijón                       | Astúrias          | Astúrias              |           | Regional                           |
| Granada                             | Granada                     | Granada           | Andaluzia             |           | Convento                           |
| Guadalupe                           | Guadalupe                   | Cáceres           | Estremadura           |           | Convento                           |
| Jaén                                | Jaén                        | Jaén              | Andaluzia             |           | Castelo                            |
| Jarandilla de la Vera               | Jarandilla de la Vera       | Cáceres           | Estremadura           |           | Castelo                            |
| Jávea                               | Jávea                       | Alicante          | Comunidade Valenciana |           | Moderna                            |
| Cañadas del Teide                   | La Orotava                  | Ilha de Tenerife  | Ilhas Canárias        |           | Moderna                            |
| León                                | Leão                        | Leão              | Castela e Leão        |           | Convento                           |
| Lérida                              | Lérida                      | Lérida            | Catalunha             |           | Convento                           |
| Lerma                               | Lerma                       | Burgos            | Castela e Leão        |           | Palácio                            |
| Limpias                             | Limpias                     | Cantábria         | Cantábria             |           | Palácio                            |
| Gibralfaro                          | Málaga                      | Málaga            | Andaluzia             |           | Moderna                            |
| Málaga Golf                         | Málaga                      | Málaga            | Andaluzia             |           | Moderna                            |
| Manzanares                          | Manzanares                  | Cidade Real       | Castela-Mancha        |           | Moderno                            |
| Mazagón                             | Mazagón                     | Huelva            | Andaluzia             |           | Moderna                            |
| Melilla                             | Melilla                     | Melilla           | Melilla               |           | Moderna                            |
| Mérida (Convento de Jesús Nazareno) | Mérida                      | Badajoz           | Estremadura           |           | Convento                           |
| Monforte de Lemos                   | Monforte de Lemos           | Lugo              | Galiza                |           | Convento                           |
| Mojácar                             | Mojácar                     | Almeria           | Andaluzia             |           | Moderna                            |
| Artíes                              | Naut Aran                   | Lérida            | Catalunha             |           | Regional                           |
| Gredos                              | Navarredonda de Gredos      | Ávila             | Castela e Leão        |           | Moderna                            |
| Nerja                               | Nerja                       | Málaga            | Andaluzia             |           | Moderna                            |
| Santo Estevo                        | Nogueira de Ramuín          | Ourense           | Galiza                |           | Convento                           |
| Olite                               | Olite                       | Navarra           | Navarra               |           | Castelo                            |
| Oropesa                             | Oropesa                     | Toledo            | Castela-Mancha        |           | Castelo                            |
| Plasencia                           | Plasencia                   | Cáceres           | Estremadura           |           | Convento                           |
| Pontevedra                          | Pontevedra                  | Pontevedra        | Galiza                |           | Palácio                            |
| Puebla de Sanabria                  | Puebla de Sanabria          | Samora            | Castela e Leão        |           | Moderna                            |
| Ribadeo                             | Ribadeo                     | Lugo              | Galiza                |           | Regional                           |
| Ronda                               | Ronda                       | Málaga            | Andaluzia             |           | Moderna                            |
| Salamanca                           | Salamanca                   | Salamanca         | Castela e Leão        |           | Moderna                            |
| La Granja                           | San Ildefonso               | Segóvia           | Castela e Leão        |           | Palácio                            |
| La Gomera                           | San Sebastián de La Gomera  | Ilha de La Gomera | Canárias              |           | Regional                           |
| Hostal de los Reyes Católicos       | Santiago de Compostela      | Corunha           | Galiza                |           | Palácio                            |
| Santillana                          | Santillana del Mar          | Cantábria         | Cantábria             |           | Regional                           |
| Santillana Gil Blas                 | Santillana del Mar          | Cantábria         | Cantábria             |           | Regional                           |
| Santo Domingo                       | Santo Domingo de la Calzada | La Rioja          | La Rioja              |           | Regional                           |
| Santo Domingo Bernardo de Fresneda  | Santo Domingo de la Calzada | La Rioja          | La Rioja              |           | Convento                           |
| Segóvia                             | Segóvia                     | Segóvia           | Castela e Leão        |           | Moderna                            |
| Seo de Urgel                        | La Seu d'Urgell             | Lérida            | Catalunha             |           | Moderna                            |
| Siguença                            | Siguença                    | Guadalajara       | Castela-Mancha        |           | Castelo                            |
| Sória                               | Sória                       | Sória             | Castela e Leão        |           | Moderna                            |
| Sos del Rey Católico                | Sos del Rey Católico        | Saragoça          | Aragão                |           | Regional                           |
| Cruz de Tejeda                      | Tejeda                      | Grã Canária       | Ilhas Canárias        |           | Regional                           |
| Teruel                              | Teruel                      | Teruel            | Aragão                |           | Regional                           |
| Toledo                              | Toledo                      | Toledo            | Castela-Mancha        |           | Regional                           |
| Tordesilhas                         | Tordesilhas                 | Valladolid        | Castela e Leão        |           | Regional                           |
| Tortosa                             | Tortosa                     | Tarragona         | Catalunha             |           | Castelo                            |
| Trujillo                            | Trujillo                    | Cáceres           | Estremadura           |           | Convento                           |
| Tui                                 | Tui                         | Pontevedra        | Galiza                |           | Regional                           |
| Úbeda                               | Úbeda                       | Jaén              | Andaluzia             |           | Palácio                            |
| El Saler                            | Valência                    | Valência          | Comunidade Valenciana |           | Moderna                            |
| El Hierro                           | Valverde                    | Ilha de El Hierro | Ilhas Canárias        |           | Moderna                            |
| Cruz de Tejeda                      | Vega de San Mateo           | Grã Canária       | Ilhas Canárias        |           | Regional                           |
| Verín                               | Verín                       | Ourense           | Galiza                |           | Regional                           |
| Vic-Sau                             | Les Masies de Roda          | Barcelona         | Catalunha             |           | Regional                           |
| Viella                              | Vielha e Mijaran            | Lérida            | Catalunha             |           | Moderna                            |
| Villafranca del Bierzo              | Villafranca del Bierzo      | Leão              | Castela e Leão        |           | Regional                           |
| Villalba                            | Villalba                    | Lugo              | Galiza                |           | Castelo                            |
| Duques de Feria                     | Zafra                       | Badajoz           | Estremadura           |           | Palácio                            |
| Samora                              | Samora                      | Samora            | Castela e Leão        |           | Palácio                            |